# Ben Davies (futbolista nacido en 2000)
Ben Davies (Phuket, 24 de noviembre de 2000) es un futbolista tailandés que juega en la demarcación de delantero para el Uthai Thani FC de la Liga de Tailandia.

## Selección nacional
Hizo su debut con la selección de fútbol de Tailandia el 12 de octubre de 2023 en un partido amistoso contra Georgia que finalizó con un resultado de 8-0 a favor del combinado georgiano tras los goles de Luka Lochoshvili, Khvicha Kvaratskhelia, un doblete de Zuriko Davitashvili y cuatro goles de Georges Mikautadze.

## Clubes
| Club             | País      | Año       | Partidos | Goles |
| ---------------- | --------- | --------- | -------- | ----- |
| Port FC (cedido) | Tailandia | 2022-2023 | 14       | 0     |
| Chonburi FC      | Tailandia | 2023      | 9        | 0     |
| Uthai Thani FC   | Tailandia | 2024-     | 27       | 2     |